# 1605 год в музыке

## События
- Опубликована 5-я книга мадригалов Монтеверди

## Произведения
- Реквием Томаса Виктории для заупокойной службы в память Марии Австрийской
- Первая книга градуалов Уильяма Бёрда

## Родились
- март — Антонио Бертали (итал. Antonio Bertali), итальянский композитор и скрипач (умер 17 апреля 1669)
- 16 октября — Шарль Куапо д’Ассуси (фр. Charles Coypeau d'Assoucy), французский поэт, актёр, певец и композитор (умер 29 октября 1667 (1679))

## Скончались
- 19 февраля — Орацио Векки (итал. Orazio Tiberio Vecchi), итальянский композитор (крещён 6 декабря 1550)